# 214a Brigada Mixta (Exèrcit Popular de la República)
La 214a Brigada Mixta va ser una unitat de l'Exèrcit Popular de la República creada durant la Guerra Civil Espanyola.

## Historial
Va ser creada el 24 d'agost de 1937 en la zona de La Solana, quedant sota el comandament del comandant d'infanteria Rafael Trigueros Sánchez-Rojas, si bé el període de formació no conclouria fins al mes de novembre. Va quedar integrada en la 66a Divisió. Al seu torn el comandament de la brigada va passar al major de milícies Francisco del Castillo Sáez de Tejada.
Al començament de gener de 1938 va ser enviada al front d'Aragó per a participar en la conquista de Terol. Una vegada caiguda aquesta, la 214a BM es va integrar al costat de la resta de la 66a Divisió en l'Agrupació Francisco Galán Rodríguez, que tenia la missió de defensar la ciutat recentment conquistada. Prendria part en un atac sobre la posició de «El Muletón» i poc després va ser enviada al sector d'Alfambra. Allí es veuria sorpresa en les seves posicions per la ofensiva franquista, i hagué de retirar-se. No tornaria a prendre part en accions militars de rellevància, i mantingué les seves posicions a la zona del Racó d'Ademús.
Durant la resta de la contesa no tornaria a prendre part en accions militars de rellevància.

## Comandaments
Comandants en cap
- Comandant d'infanteria Rafael Trigueros Sánchez-Rojas;
- Major de milícies Francisco del Castillo;[2]
- Major de milícies Manuel García Fernández

Comissaris
- Joaquín Rodríguez Castro;
- Rafael García Muñoz, de la CNT;[4]